# Arado Ar 76
Die Arado Ar 76 war ein einmotoriges Schul- und Jagdflugzeug, das in den 1930er-Jahren in Deutschland gebaut wurde.
Der Ar 76 lag eine Ausschreibung von 1933 zugrunde, in der die Entwicklung eines leichten Jagdeinsitzers gefordert wurde, der auch als Fortgeschrittenentrainer Verwendung finden sollte. Als Jäger (Heimatjäger) sollte die Maschine zwei MG-17-Maschinengewehre und drei 10-kg-Bomben einsetzen können.

## Entwicklung
Ende 1934 startete der von Walter Blume konstruierte Prototyp Ar 76a mit leicht V-förmigen Höhenleitwerk zum Erstflug. Wie alle Arado-Konstruktionen jener Zeit besaß auch diese ein zur Verminderung der Trudelneigung nach vorn gesetztes Seitenleitwerk. Nach dem Absturz dieser Maschine folgte im Frühjahr 1935 die Ar 76 V2 mit geradem Höhenleitwerk, letzter Prototyp war die Ar 76 V3. Alle drei Fluggeräte hatten Vorrichtungen zum Einbau zweier MG 17 (je 250 Schuss) über dem Motor.
Im Sommer 1935 trat die Ar 76 zu einem Vergleichsfliegen gegen die Heinkel He 74, die Focke-Wulf Fw 56, die Henschel Hs 121 sowie die Henschel Hs 125 an. Sie erreichte zwar nur den zweiten Platz hinter der Fw 56, dennoch wurde eine kleine Serie von Juli 1935 bis Mai 1936 bei Arado Brandenburg produziert. Insgesamt wurden 189 Flugzeuge gebaut.

## Technische Beschreibung
Die Ar 76 besaß einen Stahlrohrrumpf mit hölzernen Formspanten, im Vorderteil und in der oberen Abdeckung war sie leichtmetallbeplankt, der Rest war stoffbespannt. Das gesamte Tragwerk bestand aus Holz mit Stoffbespannung, das feste Spornradfahrwerk war stromlinienförmig verkleidet.

## Technische Daten

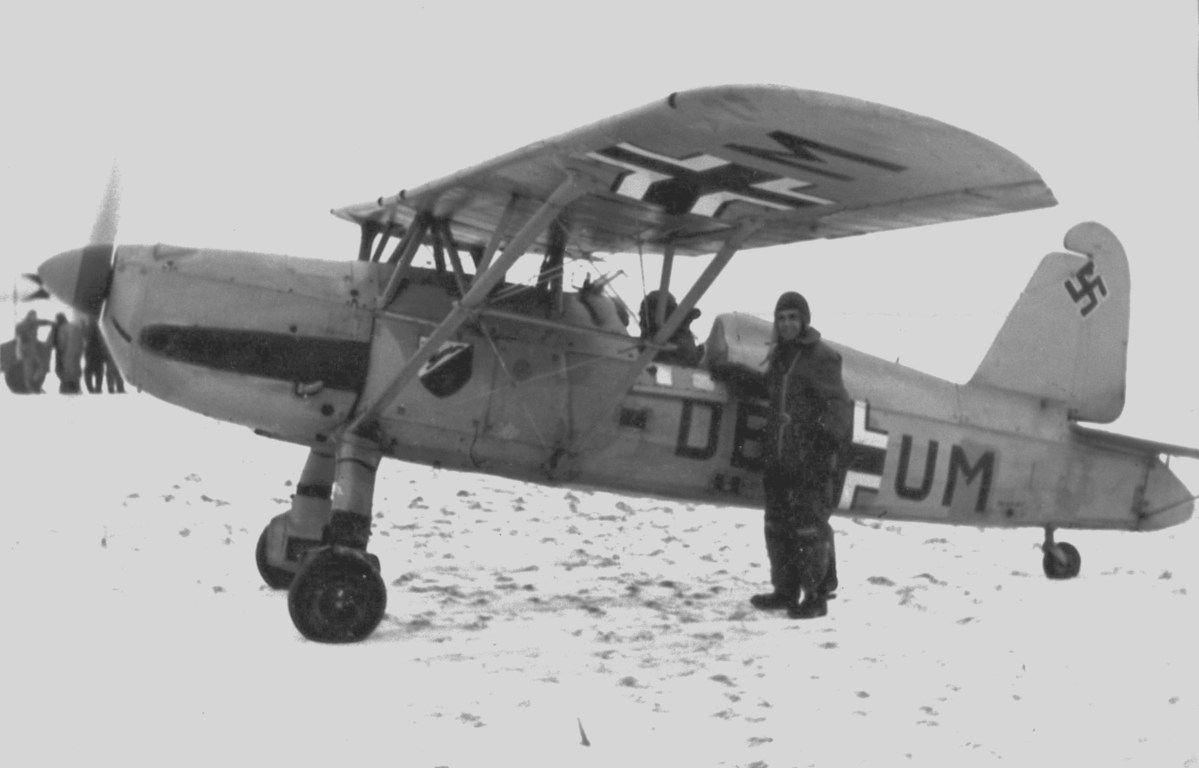
Ar 76 'DB+UM', Flugzeugführerschule FFS A/B 72, Markersdorf b. St. Pölten, Winter 1940/41

| Kenngröße             | Daten (Ar 76 A-0)                                                 |
| --------------------- | ----------------------------------------------------------------- |
| Besatzung             | 1                                                                 |
| Länge                 | 7,20 m                                                            |
| Spannweite            | 9,50 m                                                            |
| Höhe                  | 2,55 m                                                            |
| Flügelfläche          | 13,35 m²                                                          |
| Flügelstreckung       | 6,8                                                               |
| Flächenbelastung      | 80,15 kg/m²                                                       |
| Leistungsbelastung    | 4,46 kg/PS                                                        |
| Leermasse             | 750 kg                                                            |
| max. Startmasse       | 1070 kg                                                           |
| Höchstgeschwindigkeit | 267 km/h                                                          |
| Marschgeschwindigkeit | 220 km/h                                                          |
| Landegeschwindigkeit  | 100 km/h                                                          |
| Steigleistung         | 432 m/min                                                         |
| Steigzeit             | 2,2 min auf 1000 m Höhe 20 min auf 5000 m                         |
| Dienstgipfelhöhe      | 6400 m                                                            |
| Reichweite            | maximal 470 km                                                    |
| Flugdauer             | 2,4 h mit 105 l Kraftstoff                                        |
| Triebwerk             | 1 × Argus As 10C, Startleistung 240 PS (177 kW)                   |
| Bewaffnung            | 1 × starres 7,92-mm-MG im Bug, bis zu drei 10-kg-Infanteriebomben |